# ياسين تيطراوي
ياسين تيطراوي (مواليد 26 يوليو 2003) هو لاعب كرة قدم جزائري يلعب في مركز خط الوسط في نادي بارادو.

## روابط خارجية
- ياسين تيطراوي على موقع قاعدة بيانات كرة القدم.إي يو (الإنجليزية)
- ياسين تيطراوي على موقع ناشيونال فوتبول تيمز (الإنجليزية)
- ياسين تيطراوي على موقع Soccerway.com (الإنجليزية)